# Quận Jefferson, West Virginia
Quận Jefferson là một quận thuộc tiểu bang West Virginia, Hoa Kỳ. Theo điều tra dân số năm 2000 của Cục điều tra dân số Hoa Kỳ, quận có dân số người 2. Quận lỵ đóng ở 6

## Địa lý
Theo Cục điều tra dân số Hoa Kỳ, quận có tổng diện tích km2, trong đó có km2 là diện tích mặt nước.

## Thông tin nhân khẩu
Theo điều tra dân số 2 năm 2000, quận đã có dân số 42.190 người, 16.165 hộ gia đình, và 11.315 gia đình sống trong quận hạt. Mật độ dân số là 201 người trên một dặm vuông (78/kmТВ). Có 17.623 đơn vị nhà ở mật độ trung bình là 84 trên một dặm vuông (32/kmТВ). Cơ cấu dân tộc của cư dân sinh sống ở quận này bao gồm 91,02% người da trắng, 6,09% da đen hay Mỹ gốc Phi, 0,60% ở châu Á, 0,28% người Mỹ bản xứ, 0,04% các đảo Thái Bình Dương, 0,60% từ các chủng tộc khác, và 1,37% từ hai hoặc nhiều chủng tộc. 1,74% dân số gốc Tây Ban Nha hay châu Mỹ La Tinh đã được chủng tộc nào.
Có 16.165 hộ, trong đó 31,90% có trẻ em dưới 18 tuổi sống chung với họ, 55,90% là đôi vợ chồng sống với nhau, 10,00% có nữ hộ và không có chồng, và 30,00% là không lập gia đình. 23,20% hộ gia đình đã được tạo ra từ các cá nhân và 8,50% có người sống một mình 65 tuổi hoặc cao tuổi hơn. Cỡ hộ trung bình là 2,54 và cỡ gia đình trung bình là 2,99.
Trong quận, dân số đã được trải ra với 23,90% dưới độ tuổi 18, 10,00% 18-24, 29,90% 25-44, 25,10% từ 45 đến 64, và 11,20% từ 65 tuổi trở lên đã được những người. Độ tuổi trung bình là 37 năm. Đối với mỗi 100 nữ có 97,90 nam giới. Đối với mỗi 100 nữ 18 tuổi trở lên, đã có 95,40 nam giới.
Thu nhập trung bình cho một hộ gia đình trong đã đạt mức USD 44.374, và thu nhập trung bình cho một gia đình là USD 51.351. Phái nam có thu nhập trung bình USD 35.235 so với 26.531 USD của phái nữ. Thu nhập bình quân đầu người là 20.441 USD. Có 7,20% gia đình và 10,30% dân số sống dưới mức nghèo khổ, bao gồm 11,40% những người dưới 18 tuổi và 9,40% của những người 65 tuổi hoặc hơn.